# Франц Цирайс
Франц Цирайс (на немски: Franz Ziereis) е германски офицер от СС.

## Биография
Цирайс е роден на 13 август 1905 г. в Мюнхен, където прекарва 8 години в началното училище, а след това започва да работи като куриер в универсален магазин. Вечер учи търговска дейност. През 1922 г. отива да работи в дърводелски цех.
Цирайс постъпва във ваймарския Райхсвер на 1 април 1924 г. През 1936 г. е освободен от длъжността сержант и преминава към СС на 30 септември същата година. Получава званието СС-оберщурмфюрер. През 1937 г. получава командването на звено Totenkopfverbände и по-късно става инструктор за обучение.
Заменя Алберт Сойер като командир на концлагера Маутхаузен на 9 февруари 1939 г. по заповед на Теодор Айке, инспектор на лагерите. Получава звания СС-щурмбанфюрер (25 август 1939) и СС-щандартенфюрер (20 април 1944).
Цирайс избягва със съпругата си на 3 май 1945 г. Скрива се в ловната си ложа в планината Пюрн в Горна Австрия. Открит е от американската армия и е арестуван на 23 май 1945 г. Прострелян е 3 пъти в стомаха, докато се опитва да избяга, и е закаран в американска военна болница в бившия концентрационен лагер в Гусен, където почива скоро след разпит от Ханс Марсалек, бивш затворник в Маутхаузен. Трупът му е обесен на оградата на Гусен I от бивши затворници на лагера.